# Jermaine Guice
Jermaine Guice, est un joueur américain de basket-ball, né le 2 septembre 1972 à Columbus (États-Unis). Il mesure 1,94 m et joue au poste d'arrière.

## Biographie

### Université
- 1990 - 1994 :  Butler University (NCAA 1)

### Clubs successifs
- 1994 - 1995 : 
  -  Pittsburgh Piranhas (CBA)
  -  Rapid City Thrillers (CBA)
- 1995 - 1996 : 
  -  Club Atletico
  -  Treasure Coast Tropics (USBL)
  -  Shreveport Storm (CBA)
  -  Connecticut Pride (CBA)
- 1996 - 1998 :  Maccabi Qiryat Motzkin (2e division)
- 1998 - 1999 :  La Crosse Bobcats (CBA)
- 1999 - 2000 :  Ironi Hadera (2e division)
- 2000 - 2001 : 
  -  Trenton Shooting Stars (IBL)
  -  Elitzur Kiryat-Ata (1er division)
- 2001 - 2002 : 
  -  Elitzur Kiryat-Ata (1er division)
  -  Ironi Ashkelon (1er division)
- 2002 - 2005 :  Le Havre (Pro A)
- 2005 - 2006 :  Le Mans (Pro A)
- 2006 - 2008 :  Chalon-sur-Saône (Pro A)

## Palmarès

### Club
- Champion de France : 2006
- Semaine des As: 2006

### Distinctions personnelles
- Participation au All Star Game en 2002, 2003, 2004 et 2006
- Nommé MVP de Pro A en 2005
- Nommé MVP de la Ligue israélienne Leumit B en 1998